# Amerila uniformis
Amerila uniformis là một loài bướm đêm thuộc phân họ Arctiinae, họ Erebidae.